# Ciclotimie
Ciclotimia, denumită și tulburare ciclotimică, este o formă ușoară de tulburare bipolară. La fel ca și tulburarea bipolară, ciclotimia este o afecțiune cronică a dispoziției. În cazul ciclotimiei, pacientul prezintă scurte perioade de euforie emoțională, urmate de perioade de timp în care se poate simți fără speranță și poate avea idei suicidale. Între aceste perioade ciclice de creșteri și scăderi ale dispoziției, pacientul poate avea o stare stabilă, în care se simte bine. Ce diferențiază ciclotimia de tulburarea bipolară este intensitatea redusă a modificărilor de dispoziție. Deși aceste modificări pot deranja pacientul, nu sunt foarte dificil de controlat de către acesta. Opțiunile principale de tratament pentru ciclotimie includ medicația și psihoterapia. Anumite strategii de medicină alternativă pot fi de folos.